# Cheneché
Cheneché är en kommun i departementet Vienne i regionen Nouvelle-Aquitaine i västra Frankrike. Kommunen ligger i kantonen Neuville-de-Poitou som tillhör arrondissementet Poitiers. År 2018 hade Cheneché 379 invånare.

## Befolkningsutveckling
Antalet invånare i kommunen Cheneché
| Referens: INSEE |